# Sá (Ponte de Lima)
Sá es una freguesia portuguesa del concelho de Ponte de Lima, con 2,92 km² de superficie y 406 habitantes (2001). Su densidad de población es de 139,0 hab/km².